# طواف إيطاليا 1936
طواف إيطاليا 1936 هو سباق دراجات هوائية أقيم في إيطاليا بتاريخ 16 مايو – 7 يونيو، تكون السباق من 19 مرحلة وامتدّ لمسافة 3766 كم بسرعة 31.279 كم/س، استغرق السباق 120 ساعة 12 دقيقة 30 ثانية. فاز به الإيطالي جينو بارتلي.

## الترتيب
| م                     | الدرّاج      | البلد   | الزمن                      |
| --------------------- | ----------- | ------- | -------------------------- |
| الفائز بالترتيب العام | جينو بارتلي | إيطاليا | 120 ساعة 12 دقيقة 30 ثانية |
| التسلق                | جينو بارتلي | إيطاليا | -                          |
| الفريق                | لنيانو      |         | -                          |